# Cryptogonodesmus tarmaensis
Cryptogonodesmus tarmaensis är en mångfotingart som beskrevs av Kraus 1959. Cryptogonodesmus tarmaensis ingår i släktet Cryptogonodesmus och familjen Fuhrmannodesmidae. Inga underarter finns listade i Catalogue of Life.